# Schweinsdachs
Der Schweinsdachs oder Riesendachs (Arctonyx collaris) ist eine Raubtierart aus der Unterfamilie der Dachse (Melinae) innerhalb der Familie der Marder (Mustelidae), die in Südostasien vom nordöstlichen Indien über Myanmar, Thailand, Kambodscha und Laos bis Vietnam vorkommt.

## Merkmale
Der Schweinsdachs erreicht eine Kopf-Rumpf-Länge von 65 bis 104 Zentimetern und hat einen 19 bis 29 Zentimeter langen Schwanz. Er ist damit die größte Dachsart und hat fast das Erscheinungsbild eines kleinen Bären. Der Schwanz hat in der Regel eine Länge von einem Drittel der Kopf-Rumpf-Länge. Die Hinterfußlänge beträgt 11 bis 13,5 Zentimeter und die Ohren sind etwa 4 Zentimeter lang. Der Schädel ist 15 bis 17,2 cm lang (Condylobasallänge) und 7,6 bis 9,9 cm breit (Jochbogenbreite). Der Scheitelkamm ausgewachsener Tiere ist gut entwickelt. Das vordere Viertel des Körpers ist in den meisten Fällen schwärzlich, der Rest mehr oder weniger grau gefärbt. Von anderen Schweinsdachsarten kann der Schweinsdachs durch seine Größe, seine größeren und kräftigeren Backenzähne, sein helleres und kürzeres Fell und seine längeren und kräftigeren Krallen unterschieden werden.

## Lebensweise
Der Schweinsdachs bewohnt vor allem Wälder. Das Sozialverhalten und die Fortpflanzungsbiologie der Tiere ist bisher nicht gut bekannt. Wahrscheinlich sind sie vorwiegend dämmerungsaktive Einzelgänger, die tagsüber in selbst gegrabenen Erdbauen oder in Felsspalten schlafen. Auch die Ernährung des Schweinsdachses ist bisher nicht gründlich erforscht worden. Laut verschiedener, oft älterer Angaben ernährt er sich von Würmern, Tausendfüßlern, Insekten und anderen kleinen Wirbellosen, kleinen Reptilien, darunter Schlangen, Fisch und Aas. In menschlicher Obhut gehaltene Exemplare fraßen auch Brot und Reis. Wahrscheinlich sind die Tiere anpassungsfähige Allesfresser, die je nach Jahreszeit, den örtlichen Bedingungen und individuellen Vorlieben eine Vielzahl von Nahrungsquellen nutzen. Fressfeinde des Schweinsdachses sind vor allem größere Katzenarten.

## Systematik
Der Schweinsdachs wurde im Jahr 1825 durch den französischen Zoologen Frédéric Cuvier  erstmals wissenschaftlich beschrieben. Cuvier führte dabei auch die Gattung Arctonyx ein, die lange Zeit monotypisch war mit Arctonyx collaris als einziger Art. Arctonyx dictator und Arctonyx annaeus sind Synonymbeschreibungen von Arctonyx collaris. Im Jahr 2008 veröffentlichten der US-amerikanische Zoologe Kristofer Helgen, seine Frau und ein Kollege aus Singapur eine Revision der Gattung Arctonyx und revalidierten darin zwei weitere Schweinsdachsarten, nachdem sie deutliche morphologische Unterschiede zwischen den drei Arten der Schweinsdachse nachweisen konnten.

## Belege
1. 1 2 3  Kristofer M. Helgen, Norman T-Lon Lim, Lauren E. Helgen: The hog-badger is not an edentate: systematics and evolution of the genus Arctonyx (Mammalia: Mustelidae). Zoological Journal of the Linnean Society, Volume 154, Issue 2, Oktober 2008, Pages 353–385, doi: 10.1111/j.1096-3642.2008.00416.x
2. ↑  Thomas O. 1910. Two new mammals from the Malay Peninsula. Annals and Magazine of Natural History (series 8) 5: 424–426.
3. ↑  Thomas O. 1921. The Arctonyx of Annam. Annals and Magazine of Natural History (series 9) 7: 524.